# Kotajärvi (Övertorneå socken, Norrbotten)
Kotajärvi är en sjö i Övertorneå kommun i Norrbotten och ingår i Torneälvens huvudavrinningsområde. Sjön har en area på 0,132 kvadratkilometer och ligger 178 meter över havet. Sjön avvattnas av vattendraget Ruokojoki.

## Delavrinningsområde
Kotajärvi ingår i det delavrinningsområde (740666-183371) som SMHI kallar för Utloppet av Makkarajärvi. Medelhöjden är 181 meter över havet och ytan är 4,1 kvadratkilometer. Det finns inga avrinningsområden uppströms utan avrinningsområdet är högsta punkten. Ruokojoki som avvattnar avrinningsområdet har biflödesordning 3, vilket innebär att vattnet flödar genom totalt 3 vattendrag innan det når havet efter 130 kilometer. Avrinningsområdet består mestadels av skog (54 procent). Avrinningsområdet har 0,74 kvadratkilometer vattenytor vilket ger det en sjöprocent på 18,1 procent.